# Zethus bahamensis
Zethus bahamensis är en stekelart som beskrevs av Joseph Charles Bequaert och Henry Salt 1931.
Zethus bahamensis ingår i släktet Zethus och familjen Eumenidae. Utöver nominatformen finns också underarten Zethus bahamensis salti.